# Пустище
Пу́стище — тип рослинності з переважанням вічнозелених чагарників і багаторічних трав звичайно за участю мохів або лишайників. Типовими пустищами є вересовища, поширені в приатлантичних районах Західної Європи з вологим прохолодним кліматом. Розрізняють також трав'янисті пустища, що виникли на місці суходільних лук внаслідок надмірного випасання; лишайникові пустища — на місці знищених соснових борів тощо.

## Характеристики
Пустища широко поширені по всьому світу, але вважаються рідкісними в Європі. Вони формують великі й дуже різноманітні зарості в Австралії у вологих і посушливих районах, де для підтримки пустища необхідні повторювані пожежі зі спалюванням рослинності. Квонган — форма пустища, екорегіон на південному заході Австралії, який тягнеться вздовж берегової лінії від Кабо-Натуралісту до Перту. Попри таку значну протяжність, велика частина квонгану знищена. Квонган є пустищем, що має різноманітну рослинність, де є зарості склерофітових чагарників, також можна знайти окремі невеликі дерева. Також для квонгану характерний піщаний ґрунт (у якому мало поживних речовин), часті пожежі, рідкісні та різноманітні місцеві рослини. Клімат для цієї місцевості близький до середземноморського: зима з проливними дощами, а літо спекотне та сухе.
У південній частині Африки зустрічаються ще більш різноманітні, але менш поширені зарості вересу. Великі пустища, як то бедленд, також можуть бути в Каліфорнійському чапаралі, Новій Каледонії, центральній частині Чилі й уздовж берегів Середземного моря. До того ж, крім цих великих областей, пустища також зустрічаються в різних місцях на всіх континентах, крім Антарктиди.
Пустища виникають там, де кліматичні умови, як правило, сухі, особливо влітку, а ґрунти кислі, з низькою родючістю, часто піщані й не здатні втримувати вологу. У пустищах переважають низькі чагарники, від 20 см до 2 м. Видова різноманітність рослинності в пустищах може бути надзвичайно великою. Наприклад, у пустищах Австралії зустрічається близько 3700 видів, включаючи рідкісні місцеві або види з обмеженими ареалами мешкання. У пустищах фінбош у Південній Африці знаходиться понад 7 тисяч видів, більше може бути лише в тропічних лісах. Як і сама Капська область, фінбош, що входить до її складу, знаходиться в прибережній смузі шириною 100—200 км уздовж узбережжя Атлантичного й Індійського океанів від Кланвільяму на заході до Порт-Елізабету на сході, охоплюючи 50% площі Капської області й 80% видів рослин цієї ділянки. Видове різноманіття знижується із заходу на схід області. Фінбош містить до 9000 видів рослин, 6200 з яких — рідкісні; є найрізноманітнішим біомом світу. Наприклад, тільки в районі Кейптауна і Столової гори зустрічається 2200 видів рослин, тобто більше, ніж у всій Великій Британії чи Голландії (1400 видів). Фінбош займає лише 6% території ПАР і 0,5% території Африки, але в ньому росте приблизно 20% африканських видів рослин.
Прикладом пустища також може бути маквіс — територія із заростями вічнозелених твердолистих і колючих чагарників, низьких дерев і високих трав у посушливих субтропічних регіонах. Найпоширеніші на схилах гір і пагорбів у середземноморському кліматі, особливо в континентальних районах Балканського і Піренейського півостровів, на островах Крит, Корсика, Сицилія й ін. Зустрічаються в інших регіонах світу з подібним кліматом (Каліфорнія, Чилі, ПАР, Австралія), де для їхнього позначення використовуються місцеві терміни — скреб (Австралія), чапараль (Північна Америка), в ПАР — фінбош (Капська область). Маквіс вкрай уразливий до пожеж, особливо в суху вітряну погоду. Підтвердженням цього стали Каліфорнійські пожежі (2007) у США та лісові пожежі в Греції (2007). Однак вогонь для маквісу — природне джерело поновлення рослинності й збагачення ґрунту мінералами, необхідними для проростання нового насіння. Різні типи маквісу найчастіше знаходяться в сучасних країнах Середземномор'я, де вони замінили ліси, вирубані людиною ще за часів античності, хоча є й корінні масиви маквісів. Маквіс найхарактерніший у нижньому поясі гір до 800 м, де вони утворюють густі, колючі й важкопрохідні зарості. Маквіс дворівневий. Перший рівень — власне маквіс — складається з низькорослих дерев, які ростуть на висоті від 0 до 400 м над рівнем моря. Далі переважають чагарники й трави, що становлять смугу гариги. Раніше маквіс був підліском із власне вічнозелених твердолистих лісів. Маквіс — переважно чагарниковий біом зі значною кількістю видів. До складу маквісу входить велика кількість видів, але переважають колючі чагарники (середня висота 2—4 м), рідше зустрічаються дерева висотою 8—10 м. Види: фісташка, суничне дерево, ялівець, маслина, чисту, мирт та інші. У трав'яному покриві переважають однорічні трави. Багато з них мають підвищений вміст ефірних олій, тому мають різкий запах.
Типовим прикладом пустища на території Європи є вересове пустище — біотоп, що типовий для гірської місцевості й характеризується переважанням пухких кислих ґрунтів темно-сірого кольору з домішкою білого піску, бідних на калій, азот і фосфор. Зазвичай є заростю вересу звичайного та рослин з роду Еріка. Найпоширеніший у помірному кліматі Північної й Південної півкуль, наприклад, у Великій Британії, Ірландії та Новій Зеландії, а також у високогірних районах тропіків, як-от в андських парамо.